# Emirates Cup
Emirates Cup — дводенний розіграш футбольного клубного турніру, організований лондонським клубом «Арсенал». Всі матчі турніру приймає стадіон «Емірейтс». Кожна команда грає на турнірі по 2 матчі. За перемогу нараховується 3 очки, за нічию 1 очко, а також команді нараховуються бонусні очки за кількість забитих голів. З 2009 року, якщо команди набрали однакову кількість очок за підсумками турніру і мають однакову різницю забитих і пропущених м'ячів, то переможцем стає команда, яка більше вдарила в площину воріт.
Лондонський «Арсенал» є рекордсменом за кількістю перемог у турнірі: вони вигравали його в 2007, 2009, 2010, 2015 та 2017 роках. У 2008 році турнір виграв німецький «Гамбург», в 2013 році — турецький «Галатасарай», а в 2014 році — іспанська «Валенсія».

## Результати
| РІк  | 1 місце            | 2 місце         | 3 місце         | 4 місце         |
| ---- | ------------------ | --------------- | --------------- | --------------- |
| 2007 | Арсенал            | Пари Сен-Жермен | Валенсія        | Інтернаціонале  |
| 2008 | Гамбург            | Реал Мадрид     | Арсенал         | Ювентус         |
| 2009 | Арсенал            | Рейнджерс       | Атлетіко Мадрид | Парі Сен-Жермен |
| 2010 | Арсенал            | Селтік          | Ліон            | Мілан           |
| 2011 | Нью-Йорк Ред Буллз | Парі Сен-Жермен | Арсенал         | Бока Хуніорс    |
| 2013 | Галатасарай        | Порту           | Арсенал         | Наполі          |
| 2014 | Валенсія           | Арсенал         | Монако          | Бенфіка         |
| 2015 | Арсенал            | Вільярреал      | Вольфсбург      | Ліон            |
| 2017 | Арсенал            | Севілья         | РБ Лейпциг      | Бенфіка         |